# 布羅日基
49°57′5″N 23°12′23″E / 49.95139°N 23.20639°E
布羅日基（烏克蘭語：Брожки），是烏克蘭的村落，位於該國西部利沃夫州，由亞沃里夫區負責管轄，始建於1450年，面積0.56平方公里，2001年人口268，人口密度每平方公里478.57人。